# Condado de Adair (Iowa)
O Condado de Adair é um dos 99 condados do estado norte-americano de Iowa. A sede do condado é Greenfield, que é também a sua maior cidade. O condado tem uma área de 1477 km² (dos quais 3 km² estão cobertos por água), uma população de 8243 habitantes, e uma densidade populacional de 6 hab/km² (segundo o censo nacional de 2000). O condado foi fundado em 1851 e recebeu o seu nome em honra de John Adair, general na Guerra de 1812 e oitavo Governador do Kentucky.